# 5748 (ano hebraico)
5748 (hebraico: ה'תשמ"ח, forma abreviada: תשמ"ח) foi um ano hebraico correspondente ao período após o pôr do sol de 23 de setembro de 1987 até ao pôr do sol de 11 de setembro de 1988 do calendário gregoriano.
| Mês judaico | Calendário gregoriano                                                                   |
| ----------- | --------------------------------------------------------------------------------------- |
| Tishrei     | após o pôr do sol de 23 de setembro de 1987 até ao pôr do sol de 23 de outubro de 1987  |
| Cheshvan    | após o pôr do sol de 23 de outubro de 1987 até ao pôr do sol de 21 de novembro de 1987  |
| Kislev      | após o pôr do sol de 21 de novembro de 1987 até ao pôr do sol de 21 de dezembro de 1987 |
| Tevet       | após o pôr do sol de 21 de dezembro de 1987 até ao pôr do sol de 19 de janeiro de 1988  |
| Shevat      | após o pôr do sol de 19 de janeiro de 1988 até ao pôr do sol de 18 de fevereiro de 1988 |
| Adar        | após o pôr do sol de 18 de fevereiro de 1988 até ao pôr do sol de 18 de março de 1988   |
| Nissan      | após o pôr do sol de 18 de março de 1988 até ao pôr do sol de 17 de abril de 1988       |
| Iyyar       | após o pôr do sol de 17 de abril de 1988 até ao pôr do sol de 16 de maio de 1988        |
| Sivan       | após o pôr do sol de 16 de maio de 1988 até ao pôr do sol de 15 de junho de 1988        |
| Tammuz      | após o pôr do sol de 15 de junho de 1988 até ao pôr do sol de 14 de julho de 1988       |
| Av          | após o pôr do sol de 14 de julho de 1988 até ao pôr do sol de 13 de agosto de 1988      |
| Elul        | após o pôr do sol de 13 de agosto de 1988 até ao pôr do sol de 11 de setembro de 1988   |

## Dados sobre 5748
- Ano comum regular (Kesidrah): 354 dias
- Cheshvan com 29 dias e Kislev com 30 dias
- Ciclo solar: 8º ano do 206º ciclo
- Ciclo lunar: 10º ano do 303º ciclo
- Ciclo Shmita: 1º ano
- Ma'aser Sheni (dízimo para Jerusalém)

## Fatos históricos
- 1918º ano da destruição do Segundo Templo
- 40º ano do estabelecimento do Estado de Israel
- 21º ano da libertação de Jerusalém